# Baron Meston
Baron Meston, of Agra in the Indian Empire and of Dunottar in the County of Kincardine, ist ein erblicher britischer Adelstitel in der Peerage of the United Kingdom.

## Verleihung
Der Titel wurde am 29. Dezember 1919 für den Kolonialbeamten und liberalen Politiker James Meston geschaffen. Dieser war von 1912 bis 1918 Lieutenant-Governor der Vereinigten Provinzen Agra und Oudh.
Heutiger Titelinhaber ist seit 1984 dessen Enkel James Meston als 3. Baron.

## Liste der Barone Meston (1919)
- James Meston, 1. Baron Meston (1865–1943)
- Dougall Meston, 2. Baron Meston (1894–1984)
- James Meston, 3. Baron Meston (* 1950)

Titelerbe (Heir Apparent) ist der Sohn des aktuellen Titelinhabers, Hon. Thomas Meston (* 1977).